# Francesc Figueras i Ribot
Francesc de Paula Figueras i Ribot (Barcelona, 19 de febrer de 1868 - Barcelona, 1 de juny de 1925) va ser un dramaturg català que va estrenar diverses obres al Romea i al Principal, la majoria de les quals foren sainets i sarsueles.
Va néixer a Barcelona, fill del comediògraf i periodista gironí Francesc Figueras i Albert (1841-1889) i de la seva esposa, Josepa Ribot i Ribas, de Barcelona.

## Obra dramàtica
- Lo Marit de la difunta. Joguet catalá en un acte y en prosa. Estrenat al teatre Romea el 28 d'abril de 1894.[5]
- ¡Ditxós ball de máscaras! Juguet catalá en un acte y en prosa. Estrenat al Teatre Catalá el 2 d'abril de 1895.[6]
- No sempre 'l que paga, trenca. Comedia catalana en un acte y en prosa. Estrenat al Teatre Romea, la nit del 3 de març de 1896[7]
- El Rapte de la Sabina. Enredo en un acte y en prosa. Estrenat al Teatro Catalá instalat á Romea, la nit del 30 d'octubre de 1896.[8]
- Las Espardenyas de ca'n Titus. Saynete en un acte y en prosa. Estrenat al teatre Principal el 1898.[9]
- Helena. Obra de contingut social escrita junt amb Ramon Salabert. Estrenada al teatre Romea el 22 de febrer de 1901. Es tracta d'una edició manuscrita de l'Institut del Teatre amb el títol original de Sang Nova.[2]
- Els entremaliats. Juguet cómich-lírich en un acte. Lletra de Francisco Figueras Ribot i Francisco de Boter, música del mestre Salvat. Estrenada en el Teatre Principal, el dia 2 de octubre de 1907.[10][11]
- Parada y taberna. Sainete en un acte y en prosa (manuscrit).[12]